# 구속
| |
| 형법 刑法 |
| 형법학 · 범죄 · 형벌 죄형법정주의 |
| 범죄론 |
| 구성요건 · 실행행위 · 부작위범 간접정범 · 미수범 · 기수범 · 중지범 불능범 · 상당인과관계 고의 · 고의범 · 착오 과실 · 과실범 공범 · 정범 · 공동정범 공모공동정범 · 교사범 · 방조범 |
| 항변 |
| 위법성조각사유 · 위법성 · 책임 · 책임주의 책임능력 · 심신상실 · 심신미약 · 정당행위 · 정당방위 · 긴급피난 · 오상방위 · 과잉방위 · 강요된 행위                                     |
| 죄수 |
| 상상적 경합 · 연속범 · 병합죄 |
| 형벌론 |
| 사형 · 징역 · 금고 벌금 · 구류 · 과료 · 몰수 법정형 · 처단형 · 선고형 자수 · 작량감경 · 집행유예                                                                                  |
| 대인범죄 |
| 폭행죄 · 상해치사죄 · 절도죄 |
| 성범죄 · 성매매알선 · 강간죄 |
| 유괴 · 과실치사상죄 · 살인죄 |
| 대물범죄 |
| 손괴죄 · 방화죄 |
| 절도죄 · 강도죄 · 사기죄 |
| 사법절차 방해죄 |
| 공무집행방해죄 · 뇌물죄 |
| 위증죄 · 배임죄 |
| 미완의 범죄 |
| 시도 · 모의 · 공모 |
| 형법적 항변 |
| 자동증, 음주 & 착오 |
| 정신 이상 · 한정책임능력 |
| 강박 · 필요 |
| 도발 · 정당방위 |
| 다른 7법 영역 |
| 헌법 · 민법 · 형법 |
| 민사소송법 · 형사소송법 · 행정법 |
| 포털: 법 · 법철학 · 형사정책 |
| v • d • e • h |

구속(拘束, 법률)이란 구금(拘禁)과 구인(拘引)을 포함하는 형사소송법(刑事訴訟法) 상의 개념이다. 구인이란 피고인을 법원이나 일정한 장소에 억류(抑留)하거나 인치(引致)하는 것을 말하고, 구금이란 피고인을 교도소나 구치소에 감금하는 것을 말한다.

## 구속의 사유
법원은 피고인이 범죄를 저질렀다고 의심할 만한 상당한 이유가 있고, 1) 일정한 주거가 없거나, 2) 증거 인멸의 염려가 있거나, 3) 도망하거나 도망할 염려가 있는 때에는 피고인을 구속할 수 있다.(형사소송법 제70조 제1항) 법원은 구속사유를 심사함에 있어 범죄의 중대성, 재범의 위험성, 피해자 및 중요 참고인 등에 대한 위해우려 등을 고려해야 한다.(제2항)

## 1심 공판 구속 인원
- 2008년 39,693명 / 274,955명
- 2009년 40,214명 / 287,465명
- 2010년 31,015명 / 1명
- 2011년 28,326명 / 1명
- 2012년 27,169명 / 1명
- 2013년 27,214명 / 1명
- 2014년 28,543명 / 1명
- 2015년 33,224명 / 0명
- 2016년 33,272명 / 0명
- 2017년 28,728명 / 0명

## 구속
수소법원의 구속에 관하여는 검사 또는 사법경찰관이 피의자를 구속함을 규율하는 형사소송법 제208조의 규정은 적용되지 아니하므로 구속기간의 만료로 피고인에 대한 구속의 효력이 상실된 후 항소법원이 피고인에 대한 판결을 선고하면서 피고인을 구속하였다 하여 위 법 제208조의 규정에 위배되는 재구속 또는 이중구속이라 할 수 없다

## 의의
비교적 장기의 인신구금인 구속은 형사소송법에 의해 피의자의 수사 및 피고인의 공판정출석 그리고 유죄판결시 수형자의 형집행의 보장을 위해 필수불가결하게 인정되고 있다. 구속은 구인과 구금을 포함하며(형사소송법 제69조) 피고인 구속과 피의자 구속으로 구분된다. 피의자 구속은 수사절차에서 검사의 구속영장청구에 종속하여 구속영장발부를 전제로 검사 또는 사법경찰관에 의해 집행되고, 이 경우 수사기관은 체포절차를 반드시 거쳐야 하는 것은 아니다. 따라서 미체포 피의자에 대해서도 구속이 성립될 수 있다. 이에 반해 피고인 구속의 경우 공소제기 이후 법원에 의한 직권발부된 구속영장이 문제된다. 피의자를 대상으로 하든 피고인을 대상으로 하든 구속은 사전에 발부된 영장을 요건으로 한다.
형사소송법 제198조에 따르면 피의자에 대한 수사는 불구속 상태에서 함을 원칙으로 한다. 이는 헌법적 지위를 가지는 무죄추정의 원칙(헌법 제27조 제4항)과 피의자방어권의 보장으로부터 도출된다. 그런데 형사절차의 목적실현을 위해 필요한 한도에서는 예외적으로 구속이 인정될 수 있는데, 이러한 예외적 성격으로 인해 그 요건과 절차가 엄격해야 한다. 현행법은 수사단계에서의 구속도 인정하고 있으며 판례 또한 수사기관이 피의자를 조사하는 등 범죄 수사를 진행하는 목적을 위한 구속을 인정하고 있다.

## 요건
피의자 구속이 성립하기 위해서는 피고인 구속과 마찬가지로 피의자가 죄를 범하였다고 의심할 만한 상당한 이유가 있고, 구속사유(주거불명, 증거인멸염려, 도망 또는 도망할 염려)가 존재해야 한다. 그리고 법원의 구속사유 심사시 필수적 고려사항으로 범죄의 중대성, 재범의 위험성, 피해자 및 중요 참고인 등에 대한 위해우려가 있다. 명문의 규정은 없지만 구속이 적법하기 위해서는 비례성의 원칙에 부합해야 한다.

## 절차
앞의 구속의 성립요건이 존재한다고 판단되면 검사는 관할지방법원판사에게 청구하여 구속영장을 받아 피의자를 구속할 수 있고, 사법경찰관은 검사에게 신청하여 검사의 청구로 관할지방법원판사의 구속영장을 받아 피의자를 구속할 수 있다(형사소송법 제201조 제1항). 검사의 청구를 받은 지방법원판사는 신속히 구속영장의 발부여부를 결정해야 한다(동조 제2항).
구속영장청구를 받은 판사는 영장발부여부를 실질적으로 심사해야 하는데 이를 위해 피의자 심문을 거쳐야 한다. 형사소송법의 체포규정에 따라 체포된 피의자의 경우 구속영장의 청구를 받은 판사는 지체 없이 피의자를 심문해야 하고, 체포되지 않은 피의자의 경우 판사는 범죄혐의가 있음을 전제로 구인장을 발부하여 피의자를 구인한 후 심문한다. 이 경우 피의자가 도망 등의 사유로 심문할 수 없다면 심문하지 아니한다.

## 구속기간
형사소송법 의하면 사법경찰관은 검사인치 또는 석방 전까지 최장 10일까지 피의자를 구속할 수 있고(제202조) 검사의 경우 피의자를 구속하거나 인치받은 때로부터 공소제기 또는 석방 전까지 최장 10일까지 피의자를 구속할 수 있다(제203조). 검사가 피의자를 구속하는 경우 수사의 계속이 상당하다고 인정되면 검사의 신청에 따른 법원의 허가를 전제로 최장 10일간 구속을 연장할 수 있다(제205조). 피의자가 체포 또는 구인된 경우에 구속기간은 피의자를 체포 또는 구인한 날부터 기산한다.
형사소송법 제201조의2에 따른 피의자 심문을 하는 경우 법원이 구속영장청구서·수사관계서류 및 증거물을 접수한 날부터 구속영장을 발부하여 검찰청에 반환한 날까지의 기간은 수사기관의 구속기간에 이를 산입하지 않는다. 이는 구속전 피의자 심문절차의 진행에 따라 수사기관의 구속기간이 실질적으로 단축되어 수사가 제대로 진행될 수 없는 실무상의 어려움을 고려한 것이다. 형사소송법 제66조 전단에 의거 구속기간의 계산은 일로써 계산하는 것이기 때문에 초일을 산입하지 아니하여야 하나, 단서규정의 적용에 의해 초일은 산입이 된다.

## 권리구제
수사단계의 구속의 경우 피의자의 입장에서는 앞서 언급한 구속전 피의자심문절차를 통한 권리보호 뿐만 아니라 체포된 피의자와 마찬가지로 형사소송법 제214조의2에 따른 구속적부심사를 통한 권리구제도 가능하다.
다만, 체포적부심사와는 달리 구속적부심사의 경우 법원은 구속된 피의자에 대하여 피의자의 출석을 보증할 만한 보증금의 납입을 조건으로 하여 결정으로 석방을 명할 수 있다(동조 제5항). 이를 피고인 보석과 구별하여 소위 피의자 보석이라고 한다. 이러한 피의자 보석을 배제하는 사유로 ① 죄증인멸의 충분한 우려, ② 피해자 등의 생명·신체·재산에 대한 가해의 충분한 우려가 있다. 피의자 보석결정의 경우 주거제한 또는 특정 일시·장소에 출석할 의무 등의 조건을 부가할 수 있다.

## 독일
독일에서도 구속은 자유박탈로서 아직 확정적으로 유죄판결을 받지 않아 무죄추정을 받는 자의 권리에 대한 가장 중한 침범이다. 구속은 피의자가 도망하거나 증거를 인멸하거나(독일 형사소송법 제112조) 집행을 방해하는 것(동법 제457조)을 막음으로써 효과적인 형사사법을 보장한다. 즉, 구속은 인지절차 또는 집행을 보장하기 위해 피의자·피고인의 자유를 박탈하는 것이다. 따라서 구속은 어느 경우이든 선취된 형벌이 되어서는 안된다(다만, 피구금자는 구속을 형벌로 느끼고 구속과 형벌은 유사하게 집행되며 미결구금은 본형에 산입된다).
독일에서 형사절차상 구속은 다음 세 가지 목적에 기여한다. 첫째, 구속은 형사절차에서 피의자·피고인의 출석을 보장한다(제112조 제2항). 둘째, 구속은 형소추기관에 의해 규칙에 부합하는 사실관계조사를 보장한다. 셋째, 구속은 통설에 따르면 형집행을 보장하다. 그 이외의 목적은 형사소송법의 구속에 의해 추구되지 않는다. 따라서 재범방지를 위한 구속은 이러한 체계에 부합하지 않는다고 한다.
구속은 수사단계를 포함하여 절차의 모든 단계에서 허용된다. 판결의 확정력으로 인해 구속이 자동으로 형벌구금으로 전환되지 않고 교도소 입소(Einlieferung in die Vollzugsanstalt)를 통해서 전환된다.

독일에서 구속은 긴급한 범죄혐의(dringender Tatverdacht)가 인정되고 구속사유가 있으며 사안과 기대되는 형벌 또는 보안처분과의 의미와의 관계에서 비례성의 원칙이 충족되는 경우에 허용된다.

### 긴급한 범죄혐의[12]
구속을 위한 범죄혐의는 그 정도에 있어 공소제기를 위해 필요한 충분한 혐의(hinreichender Tatverdacht)보다 더욱 높은 혐의이지만 대부분 일시적 수사결과의 얕은 토대에 기초한다. 따라서 공판개시에 이르지 않더라도 구속명령이 발부될 수 있다. 구속을 위해서는 피의자·피고인이 범죄를 저지르고 가벌성과 소추가능성의 모든 요건(친고죄에서 고소는 제외)이 주어져 있다는 점에 대해 높은 정도의 개연성이 있어야 한다. 책임무능력을 이유로 책임이 탈락된 경우 치료감호명령(제126조a)이 문제된다.

### 구속사유
독일에서 대부분의 구속명령은 도주우려 또는 증거인멸의 우려를 이유로 한다. 그 외에도 구속사유로 반복의 우려와 특정 중요범죄에 대한 혐의가 있다.
가) 도주 및 도주우려
주거부정인자 또는 외국으로 피하는 자는 도주 중인 자이다. 절차를 피해 어느곳에 “잠수를 탄(untergetaucht)” 자는 숨어 있는 자이다. 붙잡힌 자는 도주하는 자가 아니지만 도주우려가 있음을 드러낸 자이다.
도주우려는 법률에 규정되어 있다(제112조 제2항 제2호). 위험예측에 있어서는 도주와 관련된 모든 정황을 고려하고 단순한 추측은 피해야 한다. 법원은 자신이 기초하고 있는 특정한 사실을 진실이라고 확신하고 있을 필요는 없다. 이러한 정황은 긴급한 범죄혐의에 해당하는 개연성으로 존재해야한다.
나) 증거인멸의 우려
도주우려의 경우와 마찬가지로 특정한 사실관계는 피의자가 절차규정에 위반되고 불공정한 방식으로 물적 또는 인적 증거방법에 영향을 미쳐 진실의 수사를 위태롭게 한다는 긴급한 혐의를 근거지워야 한다.
다) 중요범죄
법문에 따르면 기술된 중요범죄의 충분한 혐의만으로 충분하고 구속사유는 있을 필요가 없다. 그러나 학설상의 많은 견해는 범죄의 중요성만으로 구속이 처분되는 것은 비례성원칙에 부합하지 않는다고 한다. 독일 연방헌법재판소는 헌법합치적 해석을 통해 적어도 도주 또는 증거인멸의 낮은 또는 막연한 위험이 있어야 한다고 하였다. 다만 이러한 위험은 구체적인 사실로 증명되어야 하는 것은 아니라고 하였다.
라) 반복의 위험성
구속사유로서 반복의 위험성은 독일 형사소송법 제112조a에 별도로 규정되어 있다. 독일의 적지 않은 견해에 따르면 반복의 위험성이라는 구속사유는 체계정합적이지 못하다고 한다. 안전을 위한 구속은 형사절차에 기여하는 것이 아니고 예방적·경찰적 유형의 예방적 처분으로서 위험한 범죄자의 계속되는 범죄로부터 일반의 보호에 기여한다. 사태악화방지를 위한 구속은 개별적 피해자도 보호한다고 한다.

### 절차
구속은 법관의 구속영장(schriftliche Haftbefehl)에 의해 명령된다. 구속영장의 내용은 독일 형사소송법 제114조 제2항이 규정한다.
영장발부의 권한은 법관만이 가진다(독일 기본법 제104조 제2항 제1문). 구속법관(Haftrichter)은 각각의 수사단계에서 기능적으로 권한을 가지는 법관으로 수사절차에서는 수사법관, 중간절차에서는 결정을 내리는 법원, 공판절차에서는 참심의 참여가 배제된 수소법원이다. 상고가 제기되면 상고법원이 결정하는 것이 아니라 원심법원이 결정한다. 판결의 확정 이후에는 형집행명령을 내릴 때까지는 수소법원이 구속영장에 관한 결정의 권한을 가지고 그 이후로는 검사가 집행기관으로서 권한을 가진다.
수사단계에서는 검사가 수사법관에게 구속영장발부를 청구한다. 공소제기 이후에는 사건을 담당하거나 (판결이 상고를 통해 불복된 경우) 담당하였던 법원이 구속영장을 발부한다. 법원은 검사의 의견을 구해야 하지만(제33조) 검사의 청구를 기다릴 필요는 없다. 구속영장을 집행하는 것은 검사의 일이다(제36조 제2항).
구속영장은 구금(Verhaftung)에 의해 집행된다. 이는 제36조 제2항에 따라 검사의 임무이고 검사는 이를 위해 수사관(법원조직법 제152조) 또는 경찰(제161조)을 활용할 수 있다. 관계인이 구속집행을 통해 생명의 위험에 처하게 되면 구속영장은 집행될 수 없다. 구금은 체포(Ergreifung)를 통해 이루어진다. 구속법의 변경에 관한 법은 이유고지 및 제3자에 대한 통지에 대한 많은 의무를 신설하였다. 구속의 경우 이미 피의자·피고인에게 구속영장 사본(경우에 따라 번역본)이 교부되어야 한다(제114조a 제1문).
나아가 피의자·피고인은 구속시 지체없이 서면에 의해 다음 사항을 고지받는다: 피의자·피고인이 지체 없이 늦어도 체포된 날 익일에 법원으로 구인된다는 것, 진술권 및 진술거부권을 가진다는 것, 그리고 이를 넘어 피의자·피고인은 자신에게 유리한 증거를 신청할 수 있고 즉시 또는 언제나 사선변호인을 접견할 수 있으며 의사의 진료를 청구할 수 있고 가족 또는 신뢰관계에 있는 자에게 통지할 수 있으며 국가의 비용으로 통역인을 구할 수 있다는 사실.
그런 후 (제115조 제1항) 피의자·피고인은 지체 없이 구속영장을 발부한 법관에게 인치된다(제115조, 제126조 제1항 제1문). 피의자·피고인이 법원의 구금장소(Gerichtsgefängnis)로 데려다 놓으면 이자는 인치(vorgeführt)된 것이다. 독일 기본법 제104조 제2항에 따르면 자유박탈을 허용하고 지속시키는 것은 법관만이 결정해야하고 법관의 명령에 기초하지 않은 자유박탈의 경우 지체 없이 법관의 결정을 구해야한다. 경찰은 자체 권력으로 체포된 날 익일 종기 보다 더 길게 구금하지 못한다. 유럽인권협약(Europäische Menschenrechtskonvention: EMRK) 제5조 제3항에 따르면 체포 또는 자유박탈에 처한 자는 지체 없이 법관 또는 기타 법관의 임무수행 권한을 받은 자에게 인치되어야 한다. 이 자는 적정한 기간 내에 판결 또는 절차 중 석방을 요구할 권리를 가진다. 그 석방은 법원출석담보에 종속될 수 있다.
체포된 자를 적시에, 다시 말해 늦어도 체포된 날의 익일까지 관할 법관 앞에 인치할 수 없다면 이 자는 지체 없이 그 다음의 구법원으로 인치해야 한다(제115조a). 법정기간은 경찰의 신문으로 초과될 수 없다. 이는 피의자·피고인이 관할법원으로부터 먼 곳에서 체포된 사안의 경우를 예정한 것다.
구속영장을 발부한 법관(Haftrichter)은 이제 늦어도 다음날 (제115조 제2항; 기본법 제104조 제3항) 피의자·피고인에게 진술거부권 등을 고지하고 신문해야 하고(제115조 제2항 제3항; 이것이 첫 번째 신문이라면 추가적으로 제136조도 적용된다), 구속영장이 계속 유지되는지(그렇다면 제115조에 따라 고지해야하고), 집행배제가 되는지(제116조), 취소되는지(제120조)를 결정해야 하며, 구속이 집행되는 경우 피의자·피고인이 포기하거나 거부하더라도 가족 또는 신뢰관계에 있는 자에게 통지해야한다(제114조c 제2항). 이 경우 국선변호인이 지정된다(제140조 제1항 제4호, 제141조 제3항 제4문).

### 구속기간
구속기간과 관련하여 독일 형사소송법의 특징은 구속기간에 대한 도식적 제한이 없다는 점이다. 이는 수사단계이든 (중간단계를 포함하여) 공판단계이든 마찬가지이다. 물론 독일 형사소송법 제121조에서 6개월의 한도를 설정해 두고 있지만 수사의 어려움 또는 그 특별한 범위 혹은 기타 이유로 구속이 계속될 필요성이 있는 경우에는 구속유지가 인정된다. 구속기간에 대한 유일한 제한은 반복의 위험에 따른 구속의 경우 뿐이다.

### 구속완화(Haftverschonung) - 집행유예
법관은 구속의 목적이 구속을 집행하는 것보다 덜 침해적인 조치로 도달될 수 있다면 구속의 집행유예를 명령한다(제116조). 이는 도주우려의 경우 완화된 수단으로 충분하다면 집행은 유예되어야 한다(제1항). 법률에서 예시로 들고 있는 것은 신고의무(제1호), 주거제한(제2호)과 가택연금(제3호), 담보제공(제4호)이다. 논란의 소지가 있지만 전자발찌(elektronische Fußfessel)도 여기에 해당될 수 있다. 증거인멸우려의 경우 완화된 수단, 특히 특정인(공동피의자·피고인, 증인, 감정인)과 접촉하지 말라는 명령이 고려되면 구속은 유예될 수 있다. 이러한 수단의 효과가 확실하지 않기 때문에 유예는 임의적이다. 다만, 견해에 따라서는 제2항의 법문(“할 수 있다”)에도 불구하고 비례성원칙을 이유로 마찬가지로 필수적 규정으로 이해한다. 특정 명령으로 반복의 위험성이 본질적으로 경감될 수 있고 이를 통해 구속의 목적이 달성될 수 있을 거 같으면 이 경우에도 구속명령의 집행은 유예될 수 있다.
구속의 집행유예와 관련하여 실무상 중요한 사안은 담보제공에 따른 석방이다. 보증금(Kaution)은 구속영장 발부를 저지할 수 없고 단지 구속영장의 집행만을 저지할 수 있으며 이는 도주우려의 경우에 한한다.
구속집행유예는 구속영장발부와 체포이후에 명령될 수 있다. 구속집행유예는 단순 위반행위, 신뢰관계의 단절, 구금을 요하는 새로운 사실관계의 등장의 요건이 있는 경우 취소된다. 유죄판결 또는 검사의 높은 구형은 구속집행유예를 취소시킬 수 있는데, 이는 다만 유죄판결과 구형이 원래의 예측에서 피고인에게 불리한 방향으로 현저히 벗어나고 따라서 도망의 우려가 현저히 높아진 경우로 한정된다. 비례성의 원칙에 따라 집행되지 않았던 구속영장을 수년간 유지하는 것은 금지된다.

### 구속영장의 취소
구속영장을 발부하였고 피의자·피고인이 자신 앞에 구인된 법관은 구속영장의 요건이 존재하지 않는 경우 구속영장의 취소를 명할 수 있다. 그러나 구속영장을 취소할 수 있는 법관은 반드시 구속영장을 발부한 법관에 한하지 않으며 각각의 절차단계에서 기능적으로 관할권을 가지는 법관도 이를 행할 수 있다. 급속을 요하는 경우 재판장도 구속영장을 취소할 수 있다.
다음의 경우 구속영장이 취소된다.
- 법관이 차후 영장발부 요건(긴급한 범죄혐의 또는 구속사유)이 탈락했다고 간주하거나 영장유지가 비례성원칙에 부합하지 않는다고 판단하는 경우(제120조 제1항 제1문). 예컨대 피고인이 비록 유죄판결을 받았지만 구속기간이 이미 부과된 형의 3분의 2에 이른 경우.
- 확정력이 있는 무죄판결이 이루어진 경우(제120조 제2항), 공판절차의 개시가 거부된 경우(제204조) 또는 절차가 종국적인 절차장애로 인해 결정 또는 판결로 중지된 경우(제120조 제1항 제2문),
- 검사가 이를 신청한 경우(제120조 제3항), 이때 법관은 수단절차에서 검사의 결정에 구속된다.
- 구속이 6개월 이상 계속된 때(제121조 제1항). 다만, 고등법원(OLG)이 특별히 중하거나 광범위한 수사가 판결을 허용하지 않고 구속의 계속을 정당화한다고 판단하는 경우에는 그렇지 않다. 예외적으로 이를 위해 기타 중요한, 좁게 파악된 사유들이 충분할 수 있다. 예컨대 변호인이 자주 교체되어서 지연된 경우 또는 서류열람에 장기의 시간이 필요한 경우. 그러나 법원의 일반적 업무과중은 중요한 이유가 아니다.
고등법원이 구속을 지속시킨다면 고등법원은 직권으로 3개월마다 구속적부심사를 행하여야 한다(제122조 제4항 제2문). 구속계속을 위한 요건은 때에 따라 강화된다.

### 구제수단(Rechtsbehelfe)
관련자의 구제수단으로 구속적부심사(Haftprüfung)과 구속항고(Haftbeschwerde)가 있다. 이 둘의 상호관계는 분명하게 규정되어 있지 않다고 한다.
신청에 의한 구속적부심(제117조)의 경우 관할 법관이 구속명령을 취소하거나 그 집행을 유예할지를 심사한다. 구속적부심이 두 번 또는 그 이상 신청되면 마지막 구두심리가 이루어진 지 2개월이 지나고 구속이 구속에 대한 마지막 결정 이후 3개월이 지나야 구두심리에 대한 청구권을 가진다(제118조 제3항). 구속적부심 청구를 하지 않고 변호인도 가지지 못한 피의자·피고인의 경우 구속적부심은 3개월이 지나면 직권에 의해 이루어진다(제117조 제5항). 6개월이 지나면 고등법원이 직권으로 구속을 계속할지에 대한 문제를 다룬다.
구속적부심신청은 이심(移審)의 효과를 가지지 않는다. 즉 이는 구속법관이 구두심리 후 결정한다. 구두심리는 피의자·피고인이 신청하여 진행시킬 수 있다(제118조 제1항). 구속이 지속되는 한 구속적부심사청구가 받아들여지지 않더라도 이러한 청구는 언제나 재차 반복될 수 있고 구속항고의 기각이후에도 그렇다(제117조). 그러나 구두심리는 2개월 간격을 가지고 진행된다.
구속적부심절차에서 구두심리는 신청이 접수된 후 지체 없이 2주 내에 정해져야한다(제118조 제4항). 그러나 이러한 기간의 침해는 유력한 견해에 따르면 구속영장의 취소를 야기하지 않는다고 한다. 피의자·피고인은 이 경우 원칙적으로 출석할 권리를 가지고 이는 무엇보다 증명에 있어 중요하다. 긴급한 경우 피의자·피고인의 권리들은 국선변호인에 의해 행사된다. 심리 종료시 늦어도 1주 이내에 그 판단은 결정의 형태로 공표된다.
다른 항고(제304조)와 마찬가지로 구속항고으로도 법원의 결정에 대해 다툴 수 있다. 그 대상은 구속명령 그 자체일 수도 있고 구속적부심절차에서 발부된 법원의 결정(제117조 제1항 제2문)일 수도 있다. 다툼의 대상이 되는 결정을 내린 법관은 자신의 결정을 변경하던지 항고를 항고법원(법원조직법 제73조)에 제출해야 한다(제306조). 항고법원의 결정에 대한 재항고는 고등법원에 제기한다(제310조). 구금항고절차는 구속적부심에 대한 신청과 별도로 이행되지 않는 한 보충적이다(제117조 제2항 제1문).

### 시사점
독일의 경우 구속은 수사단계를 포함하여 절차의 모든 단계에서 허용된다. 따라서 구속제도는 피의자 구속과 피고인 구속의 구분 없이 통합적으로 운영된다. 독일어 Beschuldigte(r)라는 표현은 수사절차, 중간절차, 공판절차를 포함한 모든 절차를 관통하는 개념으로 피의자와 피고인 모두를 포함한다.
구속의 요건과 관련하여 먼저 구속이 성립하기 위해서는 매우 높은 정도의 범죄혐의가 인정되어야 한다. 구속을 위한 범죄혐의 정도는 공소제기를 위한 범죄혐의 정도보다 높다. 따라서 이러한 요건설정은 구속제도의 남용을 억제하는 역할을 수행한다.
구속사유의 경우 독일은 한국과 마찬가지로 도주 및 도주우려 그리고 증거인멸의 우려라는 두 개의 큰 카테고리로 구분하고 각각의 경우 보다 구체적인 사유를 기술하고 있다. 중요범죄의 경우 이러한 구속사유를 명시적으로 요구하고 있지 않으나 학설상 다수 견해는 목적적 축소해석을 통해 이러한 구속사유를 요구하고 있다. 독일의 경우 구속여부를 심사할 때 비례성원칙을 준수해야 함을 명문화하였다.
독일의 경우에도 범죄의 반복위험성을 이유로 한 구속을 인정하고 있는데 한국과는 달리 이는 기존의 구속사유와는 별개로 취급되지 한국에서와 같이 기존의 구속 사유를 심사하는데 고려하는 사유로서 역할을 하고 있지 않다. 독일에서는 여전히 이러한 구속사유로서 반복의 위험성에 대한 문제제기가 많다.
독일의 구속영장발부절차를 살펴보면 한국의 구속전 피의자심문절차는 마련되어 있지 않아서 법관은 서면심사를 통해 먼저 구속영장을 발부하고 체포된 피의자·피고인은 지체 없이 구속영장을 발부한 법관에게 인치된다. 그런 후 구속적부심사를 받는다.
구속기간과 관련하여서는 독일의 경우 체포기간과 달리 수사기관에 의한 구속이든 법원에 의한 구속이든 구속기간에 대한 제한이 없다. 즉 독일은 구속기간을 계산할 때 수사기관과 법원의 구분이 없고 일단 6개월의 기간을 설정하면서도 구속계속여부의 심사를 통해 계속적으로 구속할 수 있다는 점이 한국과 다르다.
마지막으로 독일은 구속영장에 대한 항고를 인정하고 있다. 따라서 한국과 비교하면 독일은 구속전 피의자심문과 같은 절차는 부재하지만 구속후 적부심사절차와 구속결정에 대한 항고절차는 마련되어 있다.

## 일본
일본도 구속은 한국과 마찬가지로, 피의자구속과 피고인구속으로 구분된다. 조문체계 역시 한국과 유사하여 피고인구속을 중심으로 이를 형사소송법에 규정하고, 피의자구속은 이를 준용하는 방식을 따른다(제207조 제1항).

### 청구권자 및 요건
체포영장과 달리, 피의자에 대한 구속영장은 검사만이 법관에게 청구할 수 있다.(제204조 제1항, 제205조 제1항). 구속의 요건으로는 - 체포와 동일하게 - 구속의 이유와 구속의 필요성을 충족해야 한다. 우선, 구속의 이유에서는 죄를 범하였다고 의심할만한 상당한 이유가 있어야 한다. 이것은 체포의 이유와 동일한 요건이지만, 체포와 비교하여 보다 고도의 혐의가 있어야 한다는 견해가 유력하다. 다음으로, 구속의 필요성에서는 1) 피의자가 일정한 주거가 없는 때, 2) 죄증을 인멸한다고 의심할 만한 상당한 이유가 있는 때, 3) 도망하거나 도망한다고 의심할 만한 상당한 이유가 있는 때의 어느 하나의 요건에 해당해야 한다(제207조, 제60조 제1항).
이에 덧붙여서, 구속의 요건으로 상당성 요건을 충족해야 한다. 구속의 상당성에서는 구속에 의해 얻게 될 이익의 정도와 발생하게 될 권리·이익 침해의 정도가 균형을 이룰 것을 요구한다. 왜냐하면, 구속의 이유와 필요성 요건을 충족한다고 하더라도, 비례성 원칙에 비추어 볼 때, 구속이 상당하지 않은 경우가 있기 때문이다. 제87조의 구속취소 규정에서 “구속의 이유 또는 구속의 필요가 없어진 때”라는 요건을 근거로 구속의 이유와 필요성을 “구속의 이유”로 보고, 구속의 상당성을 “구속의 필요성”으로 보는 견해가 일반적인 것처럼 보일 수 있다. 하지만, 구속의 필요성과 상당성 요건은 그 내용이 다르고, 2016년 개정에 의해 제90조가 “법관은 피고인이 도망 및 죄증을 인멸할 우려 이외에도 신체구속의 계속에 의해 피고인이 받게 될 건강상, 경제상, 사회생활상, 방어의 준비상 불이익의 정도 및 그 외의 사정을 고려하여 적당하다고 인정하는 경우에는 직권으로 보석을 허가할 수 있다”라고 규정하고 있는 것에 비추어볼 때, 상당성 요건을 따로 논하는 것이 적절해 보인다.

### 구속기간

#### 피의자 구속기간
피의자구속은 원칙적으로 10일로 하고, “부득이한 사유”가 있는 경우에만 검사의 청구를 통해 법관의 결정으로 10일간 연장이 가능하다(제208조). 내란죄, 외환죄, 소란죄 등의 특별한 사건에 대해서는 5일을 한도로 더 연장할 수 있다(제208조의2). 또한 “통산하여” 10일의 의미는 필요한 날짜만큼 여러 차례 연장해도 되지만, 합하여 10일을 넘을 수 없다는 뜻이다.
피의자 구속연장의 이유로서 “부득이한 사유”란 사건의 복잡곤란 또는 증거수집의 지연·곤란 등에 의해 구속기간을 연장하여 추가적 취조를 하지 않으면, 기소 혹은 불기소 결정을 하는 것이 곤란한 경우를 말한다. 부득이한 사유의 유무는 - 기소·불기소 결정을 위해 구속을 연장하여 수사할 필요가 있는가, 처음 구속기간 내에 해당 수사를 마무리하는 것이 가능하지 않다고 보는 것이 상당한가, 구속을 연장하면 연장기간 내에 수사를 마무리할 수 있는 것으로 볼 수 있는가 - 등을 기초로 검토된다. 구속연장의 이유가 되는 수사는 기소·불기소 결정을 위해 필요불가결한 것이어야 하므로 죄명을 특정하거나 공소사실에 기재하여야 하는 사실, 중요한 정상사실이 구속연장의 대상이 되고, 그 이상의 상세한 사실(예: 단순한 정상사실)은 이에 포함되지 않는다.
대표적인 부득이한 사유는 다음과 같다. (1) 사건의 복잡곤란: 사건이 복잡 곤란한 경우란 조직범죄 등 피의자, 관계인이 다수인 사건, 경제범죄에서 장부와 같은 증거물이 다수인 사건, 상당히 광범위한 수사가 필요한 중대범죄, 피의자·관계인들의 진술 및 그 외의 증거가 적지 않게 다른 경우 등이다. (2) 증거수집의 지연 혹은 곤란: 공범의 미검거, 실황답사조서나 감정서 등이 검사에게 도달하지 않은 경우 등이 이에 해당한다. 다만, 피의자의 구속을 연장한다고 하더라도, 미검거 상태의 공범에 대한 취조가 가능할 것으로 예상되지 않으면, 구속을 연장하더라도 해당 기간 내에 수사를 마무리할 수 없다고 할 것이므로 부득이한 사유가 있다고 보기 어렵다. 따라서 미검거 상태 공범의 소재가 판명되어 있고, 곧 체포할 것이 거의 확실한 경우에 한정하여 부득이한 사유가 인정된다고 보아야 한다. 물론, 수사의 연장을 수사기관의 책임으로 돌릴 수 있는 경우에는 구속연장이 허용되지 않는다. (3) 사건의 폭주: 수사기관, 특히 검사가 담당한 사건이 다수라서 처음 구속기간 내에 처리할 수 없었던 경우라도, 본래의 부득이한 사유에 해당한다고 할 수는 없다. 통상의 수사기간이 10일이므로 그 기간 내에 사건을 처리하도록 조직적 기반을 갖추고 있어야 할 문제이기 때문이다. 그러나 법이 불가능을 강요하는 것은 아니라서 수사기관의 최대한 노력에도 불구하고, 일정기간 사건이 폭주하여 당해 사건의 수사를 다하지 못한 경우에는 이 점을 심사에 충분히 소명하였다는 것을 전제로 구속을 연장할 수도 있다. (4) 재연장 청구의 경우: 구속기간 연장은 “통산하여 10일을 초과할 수 없으므로(제208조 제2항)” 연장의 합계일수가 10일176)에 이를 때까지는 몇 번이고 연장하는 것이 가능하다. 이 때, 각 결정 시에 부득이한 사유가 있어야 한다.

#### 피고인 구속기간
피고인의 구속기간은 공소가 제기된 날로부터 2개월이다(제60조 제2항). 구속을 계속할 필요가 있을 때에는 구체적으로 그 이유를 붙인 결정으로 1개월마다 경신할 수 있다(제89조). 이 때, 기간의 경신은 특정한 예외사유178)를 제외하고는 1회에 한한다. 하지만, 예외사유의 폭이 넓어 피고인의 구속기간은 사실상 제한이 없다고 볼 수 있다.

### 구속질문
검사에 의해 구속영장의 청구를 받은 법관은 피의자에게 피의사건을 고지하고 이에 대한 진술을 들어야 한다(제207조, 제61조). 이것을 “구속질문”이라고 하는데, 법관이 직접 피의자에게 대면심문을 행한 후, 영장의 발부여부를 결정하는 제도를 말한다. 구속질문은 피의자가 도망한 경우를 제외하고는(제207조, 제61조 단서), 구속영장이 청구된 모든 피의자를 대상으로 한다.
구속질문에 대한 규정은 일본 형사소송법 제61조에만 규정되어 있기 때문에 관련한 구체적 절차 및 방법에 대하여는 해석상 논란이 있다. 피의자에게 진술할 기회만 부여하면 족하다는 입장이 있고, 구속의 이유 및 진술거부권 고지가 이루어지고 변호인 입회 등이 인정되어야 한다는 입장도 있다.

### 구속영장의 발부 및 집행
구속질문의 결과, 구속요건이 없다고 인정되는 경우 혹은 체포에서 구속청구까지 시간의 제한을 수사기관이 준수하지 못한 것에 대하여 정당한 이유가 없는 경우, 법관은 구속영장을 발부하지 않고, 즉시 피의자의 석방을 명해야 한다. 이러한 경우가 아니라면, 법관은 구속영장을 발부해야 한다(제207조 제5항). 구속영장에는 피의자의 성명 및 주거, 죄명, 피의사실의 요지, 구속할 장소 등이 기재되며(제207조, 제64조), 검사의 지휘에 의해 검찰사무관, 사법경찰관리 또는 형사시설직원이 이를 집행한다(제70조).

### 피의자 국선변호제도
피의자를 구속한 때에는, 체포의 경우와 달리, 즉시 변호인에게 그 사실을 통지해야한다. 구속영장이 발부되었으나, 피의자가 빈곤 그 외의 사유에 의해 변호인을 선임할 수 없는 경우에 법관은 피의자의 청구나 직권으로 피의자에게 변호인을 선정할 수 있다(제37조의2 제1항, 제37조의4). 이러한 피의자의 국선변호제도는 2016년 형사소송법 개정에 의해 구속영장이 발부된 모든 사건에 인정된다.

### 피고인 보석
보석이 인정되는 경우는 피고인 구속으로 한정한다(제207조 제1항). 보석은 인신구속의 회피라는 취지에서 보증금 납부를 조건으로 구속집행을 정지하는 것을 말한다(제93, 94조). 보석에는 1) 피고인 측의 청구에 의하여 법이 정하고 있는 제외사유에 해당하지 않는 한, 보석을 허가하지 않으면 안 된다고 하는 권리보석(제89조), 2) 법원의 직권에 의해 “적당하다고 인정되는 경우”에 허가하는 재량보석(제90조), 3) 구속이 부당하게 장기간 행해지는 경우에 이루어지는 의무적 보석(제91조)이 있다.

### 구속에 대한 불복
체포와 달리, 구속에서는 구속의 적부를 다투기 위한 절차가 보장되어 있다. 구속재판에 대한 준항고(제429조 제1항 제2호), 구속이유개시(헌법 제34조 제1항, 형소법 제207조 제1항, 제82조 내지 제86조), 구속취소(제207조 제1항, 제87조), 구속집행정지(제207조 제1항, 제95조)가 그것이다.
법관의 구속재판에 대하여는 피의자와 변호인, 검사가 법원에 그 취소를 구하는 준항고를 신청할 수 있고, 구속된 피의자는 법원에 대하여 구속이유의 개시를 청구할 수 있다. 또한, 구속요건 중 어느 하나가 성립하지 못하는 경우, 제87조 소정의 청구권자 또는 법관의 직권에 의해 구속을 취소할 수 있다. 이 때, 구속은 장래를 향하여 그 효력이 소멸한다. 그리고 법원은 직권에 의해 구속된 피의자를 일시적으로 신체구속에서 풀어주어 구속의 집행을 정지시킬 수 있다. 이러한 구속집행정지는 피의자나 근친자의 병환을 이유로 하는 입원이나 문병, 근친자의 관혼상제의 경우에 가능하다.

### 구속 장소
구속영장의 기재사항 중 하나인 구속장소는 “형사수용시설 및 피수용자 등의 처우에 관한 법률”에서 구치소 및 구치지소로 정하고 있다(동법 제3조). 또한 동법 제15조 제1항에 따라 법관은 재량으로 사건의 성질이나 피의자의 연령, 진술태도, 교통사정 등 제반사정을 종합적으로 고려하여 유치시설(유치장)을 구속 장소로 사용할 수 있다. 이러한 유치시설을 “대용감옥”이라고 부른다.
대용감옥 제도는 그동안 수사기관이 피의자의 신체를 구속·관리하면서 발생하는 심리적 압력을 취조에 이용하는 시스템이라 보고, 피의자의 자백강요로 이어질 위험이 큰 제도라는 비판을 받아왔다. 그러나 다른 한편에서는 유치시설을 구속 장소로 이용하는 것과 구치소를 구속 장소로 이용하는 것에는 큰 차이가 없다고 보는 견해도 존재한다. 즉, 취조실의 “밀실화”는 경찰서 등의 유치시설 뿐만 아니라 검찰청 및 구치소의 취조실에도 공통된 문제라는 것이다. 오히려 자백강요의 문제는 구치소냐 유치시설이냐의 구속 장소로 해결될 사안이 아니라, 피의자신문의 녹음·녹화를 통한 “취조의 가시화”로 해결될 사안이라고 본다. 게다가 수사의 효율성 측면에서 구치소와 유치시설 간의 큰 차이를 고려하여, 보다 효율적인 유치시설에서의 구속을 고려할 필요도 있다고 본다. 즉, 구속청구담당 법관은 피해자의 구속장소를 지정하는데 있어서 피의자의 인권침해 상황이 발생하지 않도록 신중하게 배려하는 한편, 적정하고 신속한 수사가 이루어지도록 하여 구속기간을 단축함으로써 피의자의 이익에도 부합하는 방안을 고려해야 한다는 것이다.
이러한 논란을 고려하여 동법 제14조 제1항에서는 “도도부현 경찰에 유치시설을 설치한다”고 규정하여 이제까지 존재하지 않았던 유치시설의 설치근거에 관한 규정을 마련하였고, 경찰법 제21조 제1항 제12호에 경찰청의 소관사항으로 “유치시설에 관한 것”이 추가되어 경찰법에도 법적 근거를 명확하게 마련하였다. 이에 더하여, 피유치자의 인권보장 측면에서 유치시설에 관한 다양한 제도개선을 추가하여 다음과 같은 법적제도들이 정비되었다. 1) 우선, 대체 수용되는 자의 범위가 한정되어 법무대신이 국가공안위원회에 설명을 구하거나 의견을 진술하도록 하고 있으며(동법 15조), 2) 1980년 이래 조직상 및 운용상 실시되어 온 수사와 유치의 분리가 법률로 명확히 구분되었으며, 3) 유치시설 시찰위원회가 각 경찰본부에 설치되어(동법 20조에서 24조) 유치시설의 운영에 있어 투명화가 도모되었고, 4) 유치시설의 피유치자에 관하여도 형사시설의 피수용자와 같이 불복신청제도가 정비되었다(동법 229조 내지는 235조).
이러한 법적 정비와 관련하여 수사와 유치의 분리는 유치업무를 총괄하는 부서를 형사에서 총무로 이관한 것에 지나지 않고, 지금까지의 운영을 법률화한 것이지 그 운영에 있어 큰 변화를 도모한 것이 아니며, 수사와 유치가 분리되지 않는 대용감옥의 문제 중 어느 것도 해소되지 않았다는 비판이 여전하다. 대용감옥과 관련한 개혁적 방향은 이후의 수사실무 변화를 주시하여 지속적으로 논의될 것으로 보인다.

### 대한민국 구속제도와의 비교

#### 체포·구속의 성격에 대한 이해
구속은 체포와 비교할 때, 그 요건으로서 보다 높은 혐의를 요구한다고 보는 견해가 유력하다. 이 견해에 따르면, 먼저 단기간의 신체구속인 체포를 선행하여 최대 72시간의 체포유치기간 내에 피의자에 대한 수사를 진행하고, 그 결과 보다 혐의가 생기면 추가적 신체구속이 필요하므로 장기간의 신체구속인 구속을 집행한다고 본다. 즉, 체포유치기간은 수사기관이 추가적으로 구속을 집행할지 여부를 판단하기 위해 피의자를 수사하는 시간으로 이해한다.
물론, 체포는 구속보다 가벼운 처분이지만, 구속과 달리 체포에는 준항고 등의 불복절차가 보장되지 않는 점을 고려하면, 체포는 법관이 구속여부를 심사하기 위하여 신속하게 법관의 면전에 피의자를 인치하기 위한 처분으로 이해할 수도 있다. 1979년 일본이 비준한 “시민적·정치적 권리에 관한 국제규약(자유권 규약)” 제9조 제3항이 “형사상 죄에 대하여 체포되거나 억류된 자는 법관...의 면전에 신속하게 데리고 가야만 하는 것이고...”라고 규정하는 것도 체포를 법관의 면전에 인치하는 행위로 이해하는 근거라고 본다. 이 견해에 따르면, 체포 후 수사기관은 피의자를 취조할 수 없고, 구속여부를 판단할 수 있도록 신속하게 법관의 면전에 피의자를 인치해야 한다.
그러나 이 견해에 대하여는 현행법이 체포와 구속이라는 두 개의 신체구속 처분을 인정하는 점을 충분히 설명하지 못한다는 비판이 있다. 만약, 체포가 피의자의 공판출석을 확보하기 위해서만 인정된 제도라면, 형사소송법은 경찰에 48시간을 주지 않고, 피의자를 신속히 송치하라고 규정하였을 것이다. 그러나 즉시의 인치를 규정하지 않은 것은 경찰관에게 피의자의 도망 및 증거인멸을 저지한 상태에서 수사를 속행할 수 있는 시간을 주기 위함이라고 보아야 한다. 즉, 체포는 도망 등의 방지만을 위한 처분도 아니고, 적극적으로 피의자의 신문을 목적으로 인정된 처분도 아니다.

#### 한국 구속제도와의 차이
일본의 구속제도는 한국의 구속제도와 비교하여 다음과 같은 차이점을 보인다.
첫째, 사법경찰의 구속기간의 유무이다. 한국은 사법경찰의 구속기간을 별도로 10일로 두고 있는 반면, 일본의 구속기간은 검사에게만 인정된다. 다만, 검사의 구속기간 동안 대부분의 피의자는 대용감옥인 경찰서 유치시설에 수감되기 때문에 피의자신문 등의 수사가 계속된다. 이로 인해 대용감옥에의 유치는 현재도 논란 중에 있다. 둘째, 일본의 구속질문은 한국의 영장실질심사와 달리, 검사나 변호인의 참여가 허용되지않고, 진술거부권 등을 고지하지 않는다. 셋째, 일본은 구속재판에 대하여 불복절차로서 준항고 등을 허용하는 반면, 한국은 체포구속적부심사제도를 통하여 구속과 체포에 대하여 그 적부를 물을 수 있다. 넷째, 한국은 구속적부심사절차에서 법원이 직권으로 보증금납입을 조건으로 피의자를 석방할 수 있으나, 일본은 피고인보석만 인정할뿐 피의자보석은 인정하지 않는다. 다섯째, 한국은 피고인의 구속기간을 심급별로 엄격히 제한하나, 일본은 1개월 단위로 계속해서 구속기간을 연장할 수 있다.

## 같이 보기
- 구속력
- 구속영장
- 이중구속
- 대한민국 형사소송법 제70조 구속의 사유
- 대한민국 형사소송법 제208조 재구속의 제한